# سینک اور سویم
«سینک اور سویم» (انگلیسی: Sink or Swim (video game)) یک بازی ویدئویی در سبک سکوبازی است که توسط Zeppelin Premier و در سال ۱۹۹۳ و در پلت‌فرم‌های داس، سوپر نینتندو، و سگا مگا درایو منتشر شده‌است.